# Microplitis naenia
Microplitis naenia är en stekelart som beskrevs av Nixon 1970. Microplitis naenia ingår i släktet Microplitis och familjen bracksteklar. Inga underarter finns listade i Catalogue of Life.